# Beorn
Beorn è un personaggio di Arda, l'universo immaginario creato dallo scrittore inglese J. R. R. Tolkien. Compare solo nel romanzo Lo Hobbit, ma viene anche citato nel libro Il Signore degli Anelli.
All'interno del corpus dello scrittore, Beorn è un mutatore di pelle (skinchanger in inglese) che vive tra le Montagne Nebbiose e Bosco Atro. Aiuta Gandalf, Bilbo Baggins e i tredici nani capitanati da Thorin Scudodiquercia durante il loro viaggio verso la riconquista di Erebor e, successivamente, nella battaglia dei cinque eserciti contro gli orchi.

## Creazione e ispirazione
Durante la stesura de Lo Hobbit nei primi anni trenta il personaggio di Beorn era chiamato con un altro nome, Medwed. Non era un mutapelle, ma poteva trasformarsi in orso tramite un suo incantesimo. Questo nome assomiglia molto alla parola "medved", cioè "orso" in russo.
Tom Shippey, autore di The Road of Middle-Earth, ha rivelato che Beorn è «il personaggio meno inventato» de Lo Hobbit, poiché, secondo una sua ipotesi, Tolkien lo avrebbe creato ispirandosi a Bödvar Bjarki della saga nordica Hrólfs saga kraka ok kappa hans (tra l'altro una delle saghe molto amate dallo scrittore inglese). Shippey sostiene anche un'altra ipotesi che vorrebbe il personaggio di Beowulf come principale fonte d'ispirazione di Tolkien per la realizzazione di Beorn. Tale ipotesi deriva da una delle tante traduzioni del nome Beowulf, ovvero "lupo delle api" (inglese moderno bee-wolf), e che quindi fosse un kenning per "orso". Sia le api che l'orso sono, appunto, due chiarissimi riferimenti a Beorn.

## Biografia
Le poche informazioni sulle origini e sulla natura di Beorn ci vengono date da Gandalf il Grigio all'inizio del settimo capitolo de Lo Hobbit:
Sentendo "mutatore di pelle" o "mutapelle" Bilbo ipotizza che Beorn sia in realtà un comune pellicciaio, ma Gandalf lo corregge subito:
Gandalf spiega che esistono due ipotesi sulle origini e sul luogo natio di Beorn. La prima sostiene che il mutapelle sia un discendente dei grandi e antichi orsi delle montagne, mentre la seconda (sostenuta anche da Gandalf) sostiene invece che sia un discendente dei primi uomini che vivevano sulle montagne prima che vi arrivassero Smaug e gli orchi del nord. Delle due ipotesi la seconda sembra essere quella più accreditata anche perché Gandalf afferma di aver sentito Beorn rimuginare (nella lingua gutturale degli orsi) sulla sua volontà di vendicarsi degli orchi e di ritornare sulle montagne.
Beorn vive in una casetta tra le Montagne Nebbiose e Bosco Atro, dove alleva animali e si batte valorosamente contro lupi e orchi. Dopo essere sfuggiti agli orchi, la compagnia di Thorin Scudodiquercia, su consiglio di Gandalf, decide di recarsi da Beorn per chiedergli ospitalità. Conoscendo l'irritabilità del mutatore di pelle, ma anche il suo amore per le storie a sorpresa, Gandalf consiglia a Bilbo e ai nani di presentarsi a lui in coppie così da istigargli continua curiosità nei loro confronti e portarlo dalla propria parte. Lo stratagemma ha successo e Beorn li accoglie nella sua dimora, ma solo dopo aver constatato la veridicità delle loro disavventure con gli orchi decide di aiutarli e di prestargli i suoi pony fino all'entrata di Bosco Atro.
Dopo questa apparizione Beorn è assente per molto tempo nel romanzo e ricompare a sorpresa in occasione della battaglia dei cinque eserciti. Soccorre Thorin e uccide moltissimi orchi, compreso il loro capo, Bolg. In questo modo decreta la vittoria delle forze congiunte in opposizione a mannari ed orchi. Dopo la battaglia Beorn ospita Gandalf e Bilbo per l'inverno nella sua casa.
Il mutatore di pelle è morto prima dell'inizio de Il Signore degli Anelli, dopo aver trascorso gli ultimi anni della sua vita come grande capo di uomini (detti Beorniani); alla sua morte gli succede suo figlio, Grimbeorn, anche lui mutapelle.

## Descrizione

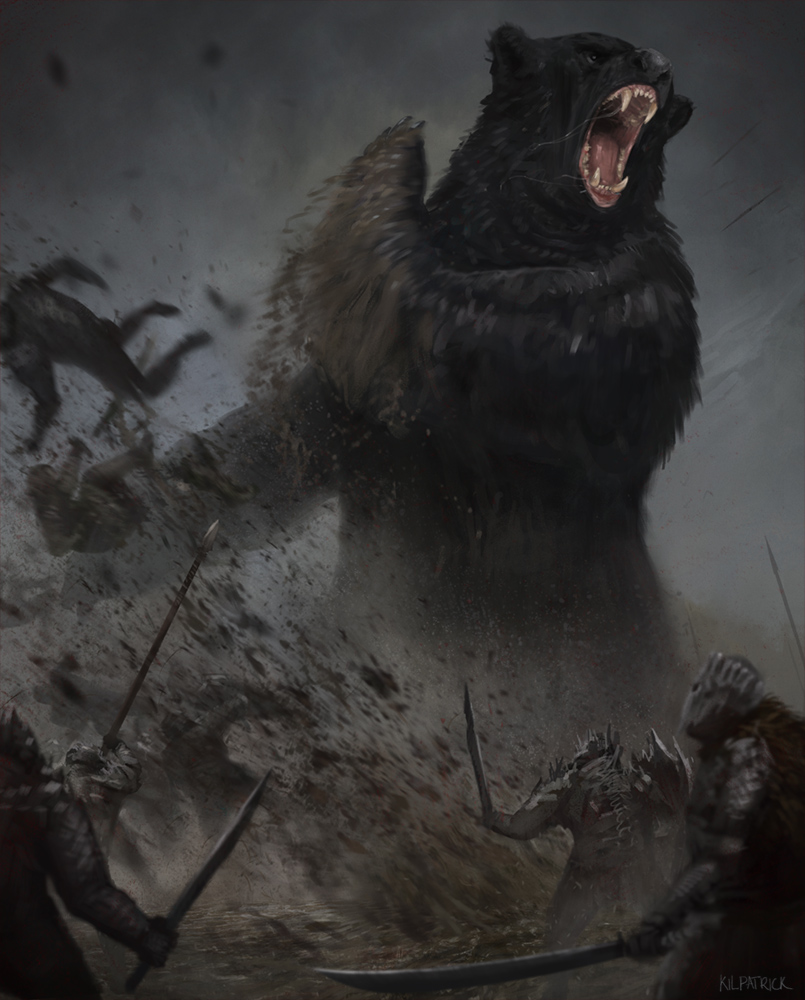
Beorn, illustrazione di JMKilpatrick

La prima descrizione del personaggio avviene ne Lo Hobbit:
(J. R. R. Tolkien, Lo Hobbit)
Beorn assume forma e natura di orso, anche se Tolkien non specifica il modo in cui si trasformi. Questa metamorfosi è pienamente presagita attraverso le propensioni alimentari del personaggio: Beorn è infatti ghiottissimo di miele, prodotto dalle api giganti che alleva nel suo giardino. Inoltre è un amante degli animali (specialmente i suoi cavalli) e per questo non si ciba di carne e non va a caccia.
Caratterialmente è descritto come schivo e diffidente verso i visitatori, specialmente se nani. Infatti non invitava mai gente nella sua dimora, ma se succedeva non ne invitava mai più di due per volta. Beorn sembra indifferente al richiamo delle ricchezze e nutre odi profondi per gli orchi (i responsabili del suo esilio dalle montagne) e per gli animali nemici (come i mannari). Questo odio lo si può riassumere in alcune righe del romanzo, quando Beorn, di ritorno dal suo viaggio di perlustrazione, mostra alla compagnia di Thorin il risultato di un suo confronto con un orco e un mannaro:
(J. R. R. Tolkien, Lo Hobbit)
Beorn muta il proprio carattere a seconda degli eventi: in alcune occasioni è un nemico brutale, in altre è un gigante dal cuore tenero. Quando scopre della morte del Grande Goblin per mano di Gandalf, il mutatore di pelle accoglie a braccia aperte la compagnia di Thorin, offrendogli ospitalità e comportandosi con gentilezza nei loro confronti.
Oltre all'abilità di potersi trasformare in orso, Beorn può parlare con gli animali e «non è soggetto a nessun potere magico tranne che al suo».

## Etimologia
La natura duplice del personaggio (uomo e orso) è racchiusa nel suo nome. Beorn, infatti, porta in sé la radice germanica ber, che può indicare sia l'uomo che l'orso. L'orso del resto è un animale totemico per gli anglosassoni, al punto tale che spesso viene reso con una perifrasi. Lo stesso eroe del primo poema epico della traduzione britannica si chiama Beowulf e cioè colui che è lupo, wolf, per le api, bee, propriamente l'orso. Inoltre tra gli antichi carmi magici anglosassoni si trova in una formula per propiziare il corretto sciame delle api l'auspicio che il gettare della terra sotto i piedi sia un modo per difendersi dalla lingua del grande uomo, l'orso appunto.

## La casa di Beorn
La casa di Beorn si trova tra le Montagne Nebbiose e Bosco Atro. Tolkien la descrive con molta cura. All'entrata, la casa è circondata da un'alta siepe spinosa nella quale si apre un alto e largo cancello di legno. Nel lato meridionale della siepe ci sono file di arnie con il tetto di paglia e a forma di campana che ospitano le grandi api che Beorn alleva diligentemente. Dal cancello parte un viottolo molto largo che conduce ad un cortile, davanti al quale c'è un tronco di quercia dove Beorn spacca solitamente la legna. All'interno della casa c'è una grande sala con un camino al centro e un'apertura nel tetto e una piccola porta che conduce ad una veranda che è esposta a sud e sul giardino fiorito di Beorn.

## Adattamenti
Il personaggio e tutti gli eventi che lo vedevano implicato nel libro sono stati tagliati nel film The Hobbit del 1977, diretto e prodotto da Jules Bass e Arthur Rankin Jr..
Nella trilogia de Lo Hobbit diretta da Peter Jackson, il ruolo di Beorn è interpretato da Mikael Persbrandt, con la voce italiana di Paolo Marchese. La raffigurazione di Beorn è diversa dal romanzo: non ha una barba e lunghi capelli scuri, ma ha una folta chioma ispida dalla testa fin giù sulla schiena di colore castano. Anche le vicende che lo vedono protagonista sono molto diverse da quelle del romanzo. Innanzitutto è un personaggio molto marginale e compare per pochi minuti nella trilogia cinematografica (nella versione estesa, specialmente nel secondo film, ha un ruolo un po' più ampio). Nella sceneggiatura originale Beorn doveva avere maggior risalto: a lui era stata dedicata una sottotrama che lo vedeva recarsi a Dol Guldur, dopo essere stato convinto da Radagast, per salvare Gandalf imprigionato; tuttavia in seguito anche egli veniva catturato e torturato dagli orchi nelle segrete della fortezza. Inoltre, come nel libro, avrebbe dovuto avere una rivalità accesa con Bolg. Per ragioni sconosciute queste sue scene aggiuntive sono state tagliate dal montaggio finale (anche della versione estesa).